# Sœurs Goadec
Les Sœurs Goadec (en breton : Ar C'hoarezed Goadeg) sont un trio de chanteuses bretonnes originaires de Treffrin (Côtes-d'Armor). 
Trois sœurs constituent le trio : Maryvonne (1900-1983), Eugénie (1909-2003) et Anastasie Goadec (1913-1998). Elles commencent à animer des festoù-noz en 1956, parmi les couples de sonneurs et les chanteurs. Accompagnées jusqu'en 1964 de leurs deux autres sœurs, Louise (1903-1964) et Ernestine (1911-1964), leur répertoire est principalement constitué de gwerzioù, chants en breton à écouter. En trio, elles intègrent le chant à danser à leur répertoire musical et développent une nouvelle technique de kan ha diskan.
La vague « pop celtic » et l'engouement pour la musique folk les propulsent en 1972 et 1973 sur le devant de la scène, à la suite d’Alan Stivell, un de leurs grands admirateurs. Les trois sœurs ont beaucoup apporté à la culture bretonne et à sa pérennisation.

## Biographie
Nées au début du XXe siècle vers Carhaix (le Poher en Centre-Bretagne), les trois sœurs Goadec sont initiées dès leur plus jeune âge à l'art du chant traditionnel breton : gwerz, kan ha diskan… Né à Nantes puis sacristain à Treffrin, leur père Jean-Louis Goadec ne connaissait pas le répertoire des paysans mais devient un chanteur réputé et transmet naturellement sa passion à ses treize enfants. Leur mère Victorine Claude et leur tante sont couturières et chantent à la maison, dans l'église ou au travail. Elles ont deux autres sœurs et huit frères, dont un de leurs frères, très bon chanteur, est tué lors de la guerre de 14-18. Plus tard, le travail, les mariages et les contraintes familiales les séparent en tant que famille chantante.

### Une carrière de chanteuses traditionnelles dans les festoù-noz
En 1956, les festoù-noz (fêtes de nuit) modernisés « réapparaissent » et reprennent de l'ampleur. Les futures « soeurs Goadec » (sous le nom de leurs conjoints : Maryvonne L'Hôpital, Eugénie Ebrel et Anastasie Le Bras) animent alors, avec leurs sœurs Ernestine (Ernestine Gouesnou  dite Tine) et Louise (Louise Le Bournot) les festoù-noz de la région du Centre-Bretagne. La première de ces soirées a lieu en décembre 1958 à Châteauneuf-du-Faou où vit Louise . Dès 1958, elles accompagnent également dans ses déplacements le cercle celtique Ahès de Carhaix, cela à la demande d’Albert Trévidic, premier président de ce cercle. Par ailleurs, elles participent à plusieurs concours de chant mis en place lors du renouveau du fest-noz ; au concours organisé à Gourin par Loeiz Ropars le 15 novembre 1959, elles remportent un prix pour leur interprétation de Gousperoù ar raned.
Le chant à écouter est leur domaine, à la base, mais il est fréquemment sollicité par les organisateurs en Haute Cornouaille afin de ménager une pause pour le public dans la soirée de danse. Cela fait qu'elles partagent l’affiche des festoù-noz avec des chanteurs à danser et des sonneurs pendant toute la décennie 1960. Mais en 1964, Louise et Ernestine meurent. Les trois sœurs restantes forment un trio, les Soeurs Goadec, et animent de nouvelles nuits dansantes. Leur renommée, tout comme celle des Frères Morvan, est telle qu'elles se rendent presque chaque week-end à une fête de nuit. Chanteuses de mélodies et de gwerz à l'origine, elles s'essaient avec succès au chant à danser, créant dans une version personnelle du Kan ha diskan, à trois voix.

### Un statut de “vedettes” sur scène parmi les groupes électrifiés
Chanteuses traditionnelles, elles sont remises à l'honneur au moment du revival breton (fin des années 1960 et début des années 1970), notamment par Alan Stivell, qui s'inspire de leur répertoire pour le bagad Bleimor. Une complicité naît entre eux. Il les accompagne plusieurs fois sur scène. Comme le souligne Jacques Vassal dans son ouvrage sur la chanson bretonne, « elles représentent un exemple-type, rarissime dans l'Hexagone, d'artistes de la tradition rurale, “redécouvertes” à l'occasion d'un mouvement de “revival” urbain ».
Lorsque l'engouement pour la musique bretonne pointe, au tout début des années 1970, les sœurs Goadec ont déjà une bonne expérience de la scène. Elles se produisent en décembre 1972 à La Mutualité à Paris, en compagnie de Glenmor, des Leprechauns et du Bagad Bleimor. En 1972 et 1973, elles sont invitées à se produire au Festival de Kertalg à Moëlan-sur-Mer, où sont présents plusieurs groupes des années 1960, comme Les Leprechauns, Happy Traum, Alan Stivell, entre autres ; les deux concerts donnent lieu à des enregistrements. Lors de la deuxième édition, elles interprètent Elysa – dérivée de la chanson de Jean-Pierre Le Scour Plac'hig Eusa (La Fille de Ouessant) –, accompagnées par Alan Stivell à la harpe.
Cette même année, elles chantent à Bobino, mythique « temple du music-hall » de Paris Montparnasse, pour un récital exceptionnel, bénéficiant d'un enregistrement reflétant l'ambiance apportée par les danseurs qui remplissent les allées. Elles se produisent trois soirs de suite dans une salle plus habituée à recevoir Georges Brassens mais le succès est au rendez-vous, malgré le scepticisme de certains. Pour René Abjean, dans un article paru dans la revue Autrement en 1979, cette mise en spectacle du fest-noz touche à l'absurde et en faisant venir à Paris « les trois vieilles paysannes de Carhaix [...] le folk est redevenu folklore ». Pour Yann Le Meur, « cette extravagance offrit à la Bretagne l'occasion de montrer combien elle était étrangère à la normalité esthétique, et de quelle façon elle pouvait se démarquer de l'uniformité culturelle qu'imposait ce vingtième siècle totalitaire ».

### Un patrimoine culturel en héritage familial
Leur popularité n'a pas affecté leur vie quotidienne, refusant le statut de « vedettes ». Elles poursuivent leur carrière et animent une quantité de festoù-noz jusqu'à l'arrêt du trio en 1983, à la mort de Maryvonne, l'aînée des trois sœurs. Thasie décède à son tour en 1998. Les chanteuses laissent derrière elles une discographie très importante à l'époque pour des chanteurs traditionnels : trois 33 tours enregistrés dans la collection Mouez Breiz en 1967 et 1972, un 33 tours enregistré lors de leur passage à Bobino en 1973, un autre édité par Keltia III (label de Alan Stivell) en 1975 et un disque 45 tours édité chez Barclay en 1975, sans compter de nombreuses présences sur des albums collectifs ou des compilations ainsi que les nombreuses archives sonores rassemblées par les collecteurs.
Eugénie rechante sur scène au CLC du Guilvinec lors de son quatre-vingt-cinquième anniversaire en trio avec sa fille à l'initiative de la cérémonie et Denez Prigent un grand admirateur des sœurs Goadec (c'est notamment Eugènie Goadec qui, lors d'une visite chez elle à Carhaix, lui transmet oralement la célèbre Gwerz E ti Eliz Iza qu'il chantera par la suite dans de nombreux concerts à travers le monde).
La chanteuse ré-enregistre un disque en compagnie de sa fille en 1994 (Gwerzioù). En décembre 1997, Eugénie et Louise participent aux vingt-cinq ans de scène de Yann-Fañch Kemener. Le 18 janvier 2003, Eugénie Goadec décède à son tour, à l'âge de 93 ans, laissant son trio familial entrer définitivement dans la légende. Denez Prigent composera la même année en leur hommage un kan-ha-diskan ayant pour titre Gavotenn an Aeled (La gavotte des anges) qu’interprétera par la suite Louise Ebrel sur son dernier album Tre Tavrin ha Sant Voran.

## Répertoire et caractéristiques musicales
Les sœurs Goadec interprètent des gwerzioù, des complaintes qui évoquent des faits historiques le plus souvent tragiques ou tristes et parfois mythologiques. Parmi les plus célèbres de leur répertoire, il y a Gousperou ar raned (Les vêpres des grenouilles), E Ti Eliz Iza (La maison d'Eliz Iza), Ar sorserez, Ar gornadonez, Janedig ar Rouz... Certains de leurs chants seront repris et largement diffusés par divers artistes ou bagadoù, comme E ti Eliz Iza et Deus ganin-me plac’h yaouank.
Le chercheur Donatien Laurent remarque qu'au fil des années, leur répertoire s'étoffe : « Chants enfantins, chants à danser, chants satiriques et lyriques, chants dialogués, gwerzioù de tous âges ». Il les a lui-même enregistré chantant des chants de circonstance comme Igenane et Boked eured. Elles pratiquent également le chant à danser, rythmé pour les danses, en animant à cappella des festoù-noz avec la technique du kan-ha-diskan, chant tuilé pour lequel la fin de phrase est reprise par un ou plusieurs autres chanteurs.
Le spécialiste René Abjean met en avant les particularités qui constituent leur façon de chanter : « Lorsqu'on entend des chanteuses comme les sœurs Goadec de Carhaix, on peut se demander en tout bonne foi si elles chantent juste. On aura en effet tendance à juger comme juste ce qui est conforme à une musique répandue chaque jour et chaque nuit à force de haut-parleurs, radios, transistors et autres. Mais quand le défaut de gamme tempérée tombe toujours au même endroit de la même façon, il est permis de douter... et de rêver par quel miracle certaines oreilles pourtant sensibles ont pu jusqu'à ce jour être préservées de la règle uniformisante ». Et le physicien acousticien Emile Leipp explique : « Ces musiques ne sont évidemment ni meilleurs ni moins bonnes que la musique occidentale. Elles sont autre chose et exploitent d'autres échelles, tout simplement ».

## Discographie
- 1967 : Les sœurs Goadec de Carhaix, Mouez Breiz, 33523, 33 tours / Réédition Keltia Musique, CD 33523, 2014
- 1967 : Les sœurs Goadec de Carhaix, Mouez Breiz, 522, 33 tours-17 cm
- 1972 : Ar c'hoarezed Goadec, Mouez Breiz 30370, 33 tours / Réédition Keltia Musique, CD 303370, 2014
- 1973 : Ha Bobino, A Bobino, Chant du Monde LDX 74 535, 33 tours / Réédition en 1997 Enregistrement public, Chant du Monde CD 2741081
- 1975 :  Elysa, Barclay, 71480, 45 tours
- 1975 : Ar c'hoarezed Goadec, Kanerezed deus Treffrin, Kernew-Uhel, Keltia III KEL 03 / Réédition en 1990, Moueziou bruded a Vreiz, Les voix légendaires de Bretagne, Keltia musique [20], KMCD 11
- 2012 : Les sœurs Goadec : Chanteuses du Centre-Bretagne, coll. Grands interprètes de Bretagne vol. 5, Coop Breizh, 2 x CD + livret, 10052

### Participations
- 1961 : En passant par la Bretagne, Vega, F 35 S 3015, 33 tours - 25 cm, enregistré le 25/11/1961, aussi sous Ricordi 25 S 041 / Réédition, Fest-noz Cadoudal, en 1975, Arion, ARN 3314, 33 tours
- 1964 : Le pardon des Kan ha diskan, Mouez Breiz, 33 tours, 30347 / Réédition en 2015, CD Keltia Musique
- 1972 : Premier Festival Kertalg de Pop Celtic' 72, Chant du Monde, 33 tours, LDX 74513
- 1973 : Deuxième Festival Kertalg 73, Barclay, 2 x 33 tours, 920453
- 1976 : Skoazell Vreizh, Soutien aux familles des détenus politiques bretons, HLB 7612, 33 tours / Réédition en CD en 2013
- 1978 : Ils se meurent nos oiseaux (Konskried Sant Nikolas), MN 04, 33 tours
- 1994 : Gwerzioù, Eugénie Goadec avec Louise Ebrel, Coop Breizh, CD 429

### Filmographie
- 1974 : apparaissent dans leur propre rôle dans le film Vos gueules les mouettes ! chantant l'air traditionnel « E Garnison ».

### Compilations, hommages...

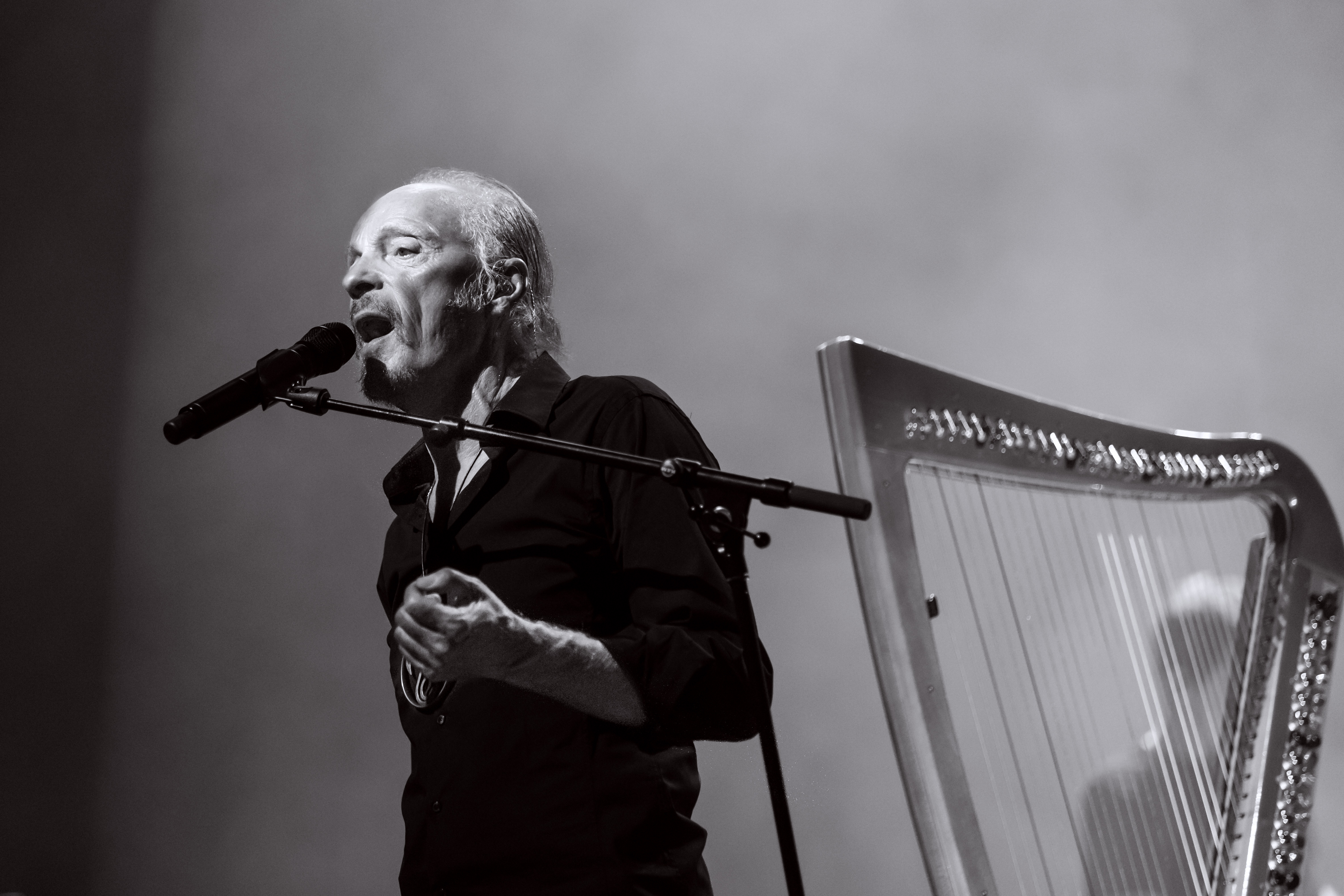
Alan Stivell

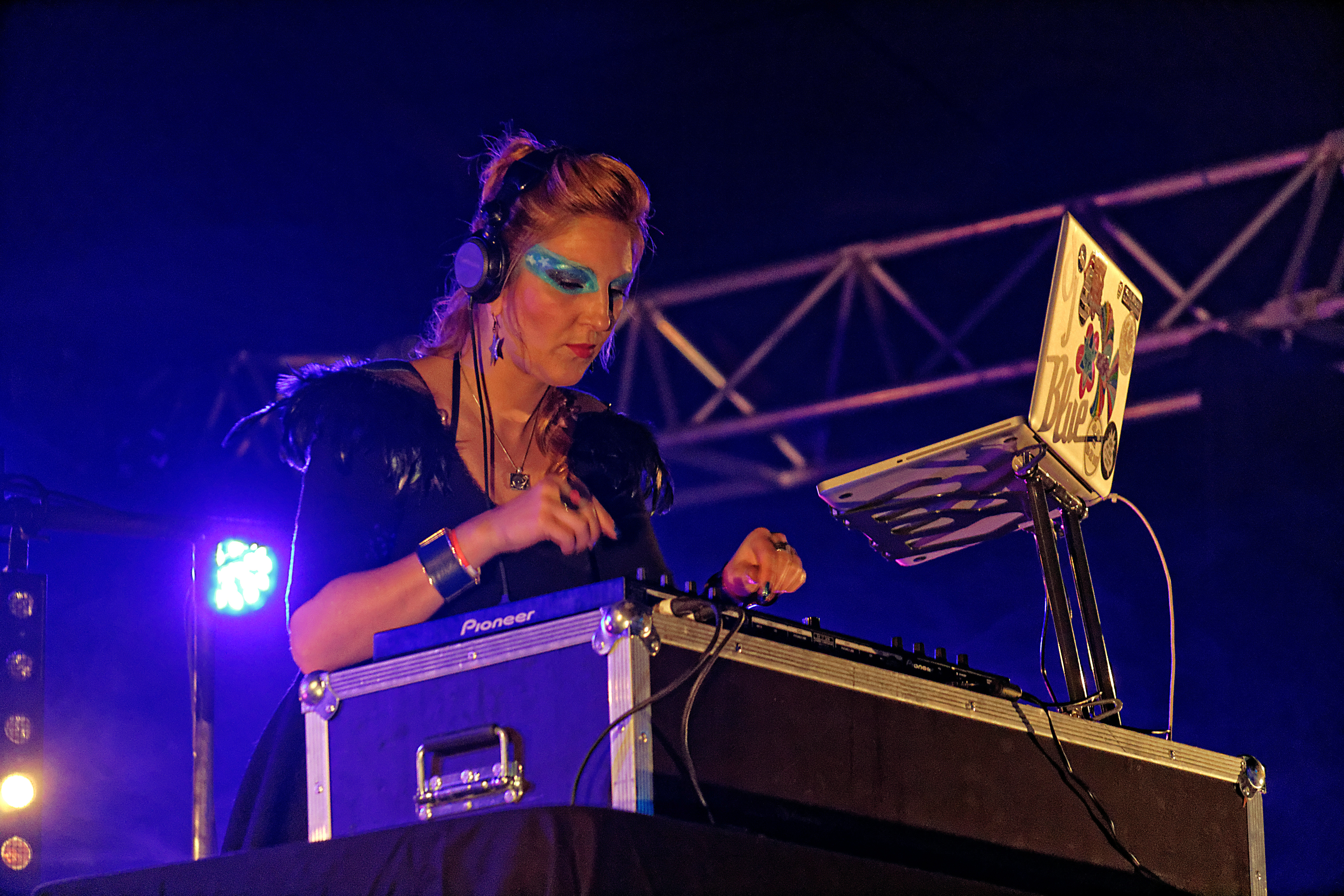
DJ Miss Blue

- 1989 : Les sources du Barzaz Breiz aujourd'hui (2 titres : An aotrou kont har ar gornandonez et Ar marc'hadour bihan), ArMen / Dastum, 2 x CD
- 1991 : Les musiques de Bretagne (Ar Plac'h Diw Wech Eureujet)
- 1994 : Tradition vivante de Bretagne 2 (Son Ar Patatez)
- 1997 : L'âme Celte de Bretagne et d'Irlande (Konskried Sant Nikolaz)
- 1998 : Fest Vraz - Musiques bretonnes (Ar verjelenn)
- 1998 : Alan Stivell, 1 Douar (La mémoire de l'humain)
- 2000 : Roland Becker, Er roue Morvan
- 2007 : Les ramoneurs de menhirs et Louise Ebrel, Dañs An Diaoul (Dañs Gwadek 1, Dañs Gwadek 2)
- 2008 : Red Cardell, les Frères Guichen et Louise Ebrel, Le Banquet de cristal (Fich fich Logodenn)
- 2009 : Alan Stivell, Emerald (Goadec Rock)
- 2009 : Bretagne, Enregistrements réalisés entre 1900 et 2006 (D'omp d'an un)
- 2009 : La musique bretonne pour les nuls (Ar martolod farw)
- 2012 : DJ Miss Blue, Breizh'n Bass (Remix : Breizh Roots, Amzer 'zo gant ma pado, Burzhudus, Ingarniboom)
- 2012 : Pat O'May, Celtic Wings (Eliz Iza)
- 2012 : Red Cardell et Bagad Kemper, Falling in Love (Ar sorcerez)
- 2014 : The Celtic Social Club, IC Will et Louise Ebrel, The Celtic Social Club (Ar martolod farw, Goadec in Da Club)

## Hommages
Nombreux sont les artistes à avoir bénéficié comme exemple  du patrimoine oral des sœurs. Les sœurs Goadec, mémoire vive de toute une culture, « princesses de la mémoire », sont « parmi les trésors importants à sauvegarder si on veut que l'expression musicale de la nouvelle Bretagne soit vraiment bretonne » assure Alan Stivell. Pour le sonneur Roland Becker, elles ont « apporté une complémentarité non négligeable à la montée d'une musique bretonne « jeune ». Elles personnifiaient le passé mythique dont chacun se réclamait alors ». En 2016, il concrétise son projet de rejouer les mélodies de leur répertoire en quatuor sur scène.
En 1994, un hommage leur est rendu par la Kevrenn Alré, dirigée par Roland Becker, au stade du Moustoir, lors du Festival interceltique de Lorient. Denez Prigent a écrit Gavotenn an Aeled, la « gavotte des Anges », air créé dans sa voiture, alors qu'il traversait les monts d'Arrée au retour de l'enterrement d'Eugénie, partie rejoindre ses sœurs. Alan Stivell leur rend un hommage avec le titre Goadec Rock, figurant sur son album Emerald.

En 2012, Dastum leur consacre un double CD de sa collection « Grands interprètes de Bretagne » coédité par Coop Breizh. Les deux CD sont accompagnés d'un ample livret de 145 pages, abondamment illustré de photos pour la plupart prises lors de leur forte médiatisation après 1972, par des photographes professionnels tels que Hervé Antoine et Claude Jarroir. Il comporte l'ensemble des textes des chants et leur traduction française, une biographie, un hommage de Donatien Laurent à « Marivon Goadeg et ses sœurs » datant de 1986, les témoignages de Louise et Renée Ebrel, filles d'Eugénie Goadec, ou encore de Jeannot Le Coz, qui les côtoya régulièrement en fest-noz.
Plusieurs rues en Bretagne portent aujourd'hui leur nom, comme à Quimper (Allée des Sœurs Goadeg) ou à Pontivy (rue des Sœurs Goadec - Straed ar C'hoarezed Gwadeg). La ville de Carhaix a fait sculpter par l'artiste rennaise Annick Leroy les effigies des trois chanteuses dans du bronze à l'échelle 1,25. L’œuvre statuaire, installée sur la place du Champ-de Foire, est inaugurée le 11 juin 2014. Un poème, signé Garlonn, leur est dédié (An Eured, 1975).